# Шведская литература
Шведская литература — это, главным образом, литература Швеции, а также той части населения Финляндии, которая говорит и пишет на шведском языке.

## Обзор шведской литературы
Истоки шведской литературы восходят к руническим надписям, рассказывавшим чаще всего о славных подвигах той или иной знатной семьи (см. Рунный камень из Рёка). Параллельно развилась также христианская литература, примером тому служат рукописи святой Бригитты из Вадстены на древнешведском языке.
Фактически литература в современном смысле термина появилась в Швеции только после Реформации, во время которой были произведены переводы Библии на национальные языки. На шведский язык перевод Нового Завета, а позже и других частей Библии осуществил Лаврентий (Лаурентиус) Петри, которому помогал его брат Олаус.
Слава шведских писателей Эммануила Сведенборга и Августа Стриндберга перешагнула границы страны.
Что касается современной шведской литературы, то вне Швеции она известна прежде всего многочисленными изданиями шведских детективов, особенно в Германии. Первыми из них были романы писательской пары Шёвалль и Валё. Детективы этих писателей не просто рассказывают криминальные истории, они довольно критично и вполне реалистично описывают социальную среду, условия работы и частные взаимоотношения полицейских через повествования о криминальных расследованиях старшего инспектора полиции Мартина Бека; некоторые из них были успешно экранизированы. Другой популярный автор этого жанра — Хеннинг Манкель, чей главный персонаж Курт Валландер также пользуется успехом в кино. Считающийся преемником Манкеля, Шёвалль и Валё, Оке Эдвардсон вписался в ряд успешных шведских детективов серией расследований инспектора Эрика Винтера.
Детские книги Астрид Линдгрен и Эльзы Бесков получили признание во всём мире.

## Периодизация
Историю шведской литературы принято подразделять на несколько литературных эпох, названия которых связаны скорее с политической историей Швеции, чем с историей развития литературных стилей:
- Эпоха язычества (до 1100 года);
- Эпоха католицизма (1100—1520);
- Эпоха Реформации (1520—1600);
- Эпоха великодержавия (1611—1718/1721);
- Эра свободы (эпоха Просвещения, 1721—1772);
- Густавианская эпоха (классицизм, рококо, передромантизм, 1772—1809);
- Новый государственный строй (романтизм, либерализм, 1809—1880);
- Рубеж XIX и XX века (натурализм, импрессионизм, символизм и неоромантизм, 1880—1910);
- Первая половина XX века;
- Послевоенная литература

## История

### Язычество
Шведская литература, как и другие литературы Скандинавии, начинается с рунических надписей, в которых воспевались славные деяния господствующих элит или же речь шла об актах собственности. Первый литературный текст, с которого берёт начало шведская литература, отчеканен на руническом камне из Рёка, который датируется 800 годом. С принятием христианства в Швецию попадают тексты Священного писания и их комментарии на греческом, древнееврейском и латинском языках.

### Средневековье и Кальмарская уния (1100—1520)
Кроме рунических надписей, которые в целом были короткими текстами, древнейшими памятниками письменности Швеции являются законы о землевладении (XIII век). С распространением христианства возникает религиозная литература, гимны и переводы частей Библии. С XIV века с юга Европы в Швецию приходит куртуазная литература. На древнешведский были переведены рыцарские романы, «Евфимиевы песни» (швед. Eufemiavisorna). В это же время появляется первая шведская хроника — Хроника Эрика — о борьбе за власть около 1300 года. Самой выдающейся писательницей шведского средневековья считают Бригитту Шведскую, которая в своих «Небесных откровеннях» (швед. Himmelska uppenbarelser) описывает собственные взгляды и полемизирует с политическими и религиозными противниками. Большое значение для развития литературы имели также общие для шведов, норвежцев, датчан и исландцев баллады и саги.

### Реформация и эпоха Великодержавия (1520—1721)
В начале этого периода были заложены основы единого литературного шведского языка. В 1541 году появился новый перевод Библии Густава Васы, который оставался каноническим вплоть до 1917 года. Вследствие Реформации особое развитие получила религиозная литература, которая доминировала весь этот период.
Литература эпохи Возрождения утвердилась в Швеции лишь в XVII веке. Главным её представителем был Ларс Виваллиус, известный как поэт и авантюрист. Его поэзия питалась образами и ритмами народных стихов тонического стихосложения (швед. Knittelvers). Главные темы его стихов — любовь к свободе и природе. Напротив, Георг Шернъельм был скорее неоклассиком, он пытался придать шведской поэзии определённый академизм, опираясь на литературные образцы и размеры античности. Его поэма «Геркулес» (1658), написанная гекзаметром, вдохновляла не одно поколение шведских литераторов. Традицию петраркизма развивал в Швеции Скугечер Бергбу, который опубликовал сборник ста сонетов «К Вёнерид» (опубликован в 1680, написан до 1650). Пиком развития барочной поэзии были 1670-е годы. Тогда появилось много новых религиозных песен, многочисленных стихов на разные случаи (свадьбы, похороны, праздник).

### Эра свободы
Эра свободы (1721—1772) началась с установления в стране более свободного политического режима. Величайший натуралист Швеции Карл Линней (1707—1778) стал известен прежде всего благодаря научным трудам, написанным на латыни, однако его ясный, чёткий, образный стиль имел немалое влияние на развитие литературного шведского языка. Поэт и историк Улоф Далин (1708—1763) писал свои произведения под влиянием современных ему французских и, особенно, английских писателей (Драйдена, Свифта). Далин основал еженедельный сатирический журнал «Шведский Аргус» (1732—1734), который завоевал небывалую популярность. Якоб Мёрк (швед. Jacob Henrik Mörk, 1715—1763) является зачинателем жанра дидактического романа в Швеции («Адальрик и Гетильда», «Текла» и др.), который развивался под влиянием «Телемака» Франсуа Фенелона.
Представителями французского влияния в Швеции были также Хедвиг Шарлотта Нурденфлюкт (1718—1763), Филипп Крейц (1731—1785), Густав Фредрик Юлленборг (1731—1808). Большое влияние на шведскую литературу этого периода имел датский писатель Людвиг Хольберг (1684—1754), комедии которого, в переводах на шведский язык, были широко известны и часто пародировались. Величайшим национальным поэтом на рубеже этой и следующей эпохи был Карл Микаэль Бельман (1740—1795). В поэзии Бельман был особенно внимателен к красоте природы, его произведения отличаются виртуозностью и оригинальностью форм. Наибольшую известность получил его сборник эпических и лирических стихов «Песни Фредмана». Во второй половине Эпохи свободы (с 1753) королева Луиза Ульрика Прусская основала Королевскую Шведскую академию словесности, истории и древностей. Возникло несколько частных кружков, имевших целью содействовать развитию изящных искусств.

### Густавианская эпоха (1772—1809)
Во времена царствования короля Густава III французское влияние в культурной жизни Швеции достигло своего апогея. В начале эпохи Густава были основаны Музыкальная академия и Королевский театр. Сам король, в сотрудничестве с приближёнными, писал драмы и тексты для опер. Главным соавтором короля и одновременно типичным представителем своего времени был Юхан Хенрик Чельгрен (1751—1795), который особенно увлекался Вольтером.
С Чельгреном соперничал Карл Густав Леопольд (1756—1829), особенно известный своим рассказом «Эгле и Аннет» (швед. Eglé och Annette), в котором легкомысленная столичная жизнь противопоставляется неприхотливой сельской. Своими критическими статьями Леопольд немало способствовал развитию литературного вкуса у своих современников. Самой популярной писательницей этой эпохи была Анна Леннгрен (1754—1817), которая черпала свои сюжеты преимущественно из семейной жизни различных слоев общества: «Веселый праздник» (швед. Den glada Festen), «Эклога» (швед. Eklog), «Малыши в деревне» (швед. De smaa paa landet), «Ребята» (швед. Pojkarne), «Букет» (швед. Buketten).
Представителем романтического направления в шведской литературе, близкого к немецкому «Периоду Бури и Натиска», был Томас Турильд (1759—1808), который выступал за близость к природе, свободу чувства и мысли; он был осужден за произведение «О свободомыслии» (швед. Om det allmänna förstaandets frihet) на 4-летнее изгнание. Близкими Турильду по духу были Франс Микаэль Франсен и Бенгт Лиднер (1759—1793), лучшими произведениями последнего считают «Смерть графини Спастара» (швед. Grefvinnan Spastaras död) и «1783 год» (швед. Aaret 1783).
Писатель и военный деятель Георг Адлерспарре издавал в эту эпоху журнал «Läsning i blandade ämnen», в котором сотрудничали лучшие силы литературы.

### Эпоха нового государственного строя (1809—1880)
После государственного переворота 1809 года в шведской литературе произошло обновление. В 1810 году была объявлена довольно широкая свобода печати. Под влиянием немецкой романтической школы, в шведской литературе определились два главных течения: неоромантизм и этицизм. Сторонниками первого течения, которые имели прозвище «фосфористы» (швед. Phosphoros, по названию журнала «Фосфор»), были студентами Уппсальского университета. Ещё в 1803 году в Уппсале образовалось общество любителей изящной словесности, после распада которого в 1807 году 17-летним студентом Аттербумом был основан «Союз Авроры». В этом союзе формировались литературные взгляды молодежи, которые потом находили своё выражение в журналах: «Полифем» (Стокгольм, 1809—1812) и «Фосфорит» (Уппсала, 1810—1813). Поэтические произведения фосфористов печатались в «Поэтическом Альманахе», издававшемся Аттербумом (1812—1822), критическим органом школы был «Svensk litteraturtidning» (1813—1824).
Выдающимся писателем-фосфористом был сам Пер Даниель Аттербум, который начал свою деятельность под влиянием Вильгельма Тика и Фридриха Шеллинга. Он стремился сочетать в творчестве романтическую стилистику с натурфилософскими рассуждениями. Его поэма-сказка «Остров блаженства» (швед. Lycksalighetens ö) считается вершиной шведского романтизма. Идея этой аллегорической поэмы — противостояние между миром грёз и настоящей жизнью. Выдающимся представителем фосфоризма был также Фредерик Пальмблад (1788—1852), который был как писателем, так и издателем.
Второе движение писателей, объединённое в «Гётский союз» (или «Готский союз», швед. Götiska förbundet, по имени древнегерманского племени гётов), имело целью не только чисто литературные, но и общекультурные цели. Как и фосфористы, «гёты» были сторонниками романтической школы с выразительным национальным духом. Среди членов союза были люди с большим поэтическим талантом. Учредителем союза «гётов» был Якоб Адлербет (швед. Jakob Adlerbeth), сын талантливого переводчика латинских классиков. С 1811 года «гёты» стали издавать собственный журнал «Идуна». В 1844 года Адлербет умер, и союз распался.
К «гётам» принадлежали два будущих светила шведской литературы — Эсайас Тегнер (1782—1846) и Эрик Гейер (1783—1847). Эти два автора считаются крупнейшими национальными поэтами Швеции. Оба они были профессорами университетов: Гейер преподавал в Уппсальском, а Тегнер — в Лундском университете. Эрик Гейер был одновременно поэтом, философом, композитором и выдающимся историком. Присоединившись сначала к лагерю романтиков, он впоследствии стал первым поборником либеральных идей. Эсайас Тегнер впоследствии примкнул к неоклассическому, академическому направлению.
В «Гётский союз» также входили два выдающихся писателя — Арвид Афцелиус (1785—1871), собиратель шведских народных песен, преданий и переводчик на шведский язык древней «Эдды», а также Пер Линг (1776—1839), создатель «Шведской гимнастики».
Несколько в стороне от упомянутых группировок стоял Эрик Юхан Стагнелиус (1793—1823), произведения которого обозначены мистическим характером и непревзойдённой виртуозностью.

### Рубеж XIX и XX веков (1870—1914)
Август Стриндберг и Сельма Лагерлёф являются величайшими писателями этого периода. В 1879 году Август Стриндберг получил всеобщее признание своим романом «Красная комната», после чего он создал целый ряд меньших по форме произведений и перешёл на драматургию. Благодаря пьесам «Отец» (швед. Fadren, 1887) и «Фрёкен Юлия» (швед. Fröken Julie, 1888), а также произведениям, написанным в духе символизма, «Игра снов» (швед. Ett drömspel, 1902) и «Соната призраков» (швед. Spöksonaten, 1907) Стринберг стал широко известен даже за пределами Швеции.
Лауреат Нобелевской премии по литературе Сельма Лагерлёф заявила о себе в 1891 году романом «Сага о Йёсте Берлинге». Другое выдающееся произведение Лагерлёф — «Удивительное путешествие Нильса Хольгерссона с дикими гусями по Швеции» — был задуман как школьное пособие-игра по географии. Также для школьников была задумана историческая работа другого нобелевского лауреата, Карла фон Хейденстама — «Швеция и её правители» (швед. Svenskarna och deras hövdingar), которая была опубликована в 1909 году. Хейденстам наряду с Густавом Фрёдингом были наиболее примечательными лириками 1890-х годов.
Шведский «конец века» наиболее ярко репрезентирует Яльмар Сёдерберг, наследие которого полно пессимизма относительно человека и одновременно стилистического блеска. Любимые герои Седерберга — разочарованные злодеи. в 1895 году он опубликовал свой первый роман «Заблуждения» (швед. Förvillerser), затем опубликовал свой первый шедевр — роман «Доктор Глас» (швед. Doktor Glas), выход которого привёл к настоящему скандалу в Швеции. В 1912 году вышел его роман «Серьёзная игра» (швед. Den allvarsamma leken), который считается классикой любовного романа. Крупнейшим поэтом этого времени был символист и модернист Вильгельм Экелунд.

### Первая половина XX века (1914—1945)
Литература после 1914 года обращается к социальным темам. Рабочая литература и критическое изображение средних слоёв в 1920-е и 1930-е годы опираются на собственный опыт писателей и нередко имеют автобиографических характер.
Современная лирика под влиянием экспрессионизма, футуризма и сюрреализма представлена в творчестве Пера Лагерквиста. Другими яркими писателями-модернистами были Харри Мартинсон, Биргер Сёберг, Яльмар Гулльберг, Артур Лундквист и др. Поэтесса Карин Бойе объединила идеи социализма и психоанализа. Самым радикальным шведским поэтом-модернистом этого времени считается Гуннар Экелёф.
Приход в Германии к власти нацистов сказался и на шведской литературе. Пер Лагерквист ответил на распространение нацистской идеологии романами «Палач» (швед. Bödeln, 1933) и «Карлик» (швед. Dvärgen, 1944), в которых разоблачается человеческое зло. Антинацистская тематика присутствует также в произведениях Карин Бойе (её роман-антиутопия Каллокаин / Kallocain, 1940) и у ещё одного нобелевского лауреата, Эйвинда Юнсона, автора цикла романов о Крилоне (швед. Krilonromanen).

### Послевоенное время (1945—поныне)
Лишь в первые десятилетия после Второй мировой войны по-настоящему заявила о себе шведская литература модерна. Экзистенциальные проблемы нашли своё выражение прежде всего в лирике. К выдающимся поэтам этого времени принадлежат Эрик Линденгрен, Карл Веннберг, Карл Вернер Аспенстрём, Эльса Граве и Рут Гилларп. Поэты Ларс Форссель (швед. Lars Forssell) и Тумас Транстрёмер получили международное признание. Самыми яркими прозаиками послевоенного времени были Ларс Алин, сторонник антинатуралистической эстетики, и Стиг Дагерман, главными темами которого были вина и страх. Наряду с экспериментальными произведениями развивался и классический роман, самой заметной представительницей которого была Сара Лидман, которая в романе «Смоляная долина» (швед. Tjärdalen, 1953) описала сельскую жизнь, и Пер Андерс Фогельстрём, который интересовался урбанистическими темами, в частности в романе «Лето с Моникой» (швед. Sommaren med Monika, 1951).
Особенно значимым является вклад уже упомянутого Харри Мартинсона, удостоенного Нобелевской премии по литературе. Мартинсон был сторонником буддизма и даосизма, но не в религиозном, а в морально-философском смысле. Впечатляющие картины человеческой боли и космической пустоты изображены в поэме «Аниара», рассказывающей о космическом корабле, который сбился с курса. Главный герой романа Харри Мартинсона «Дорога в Клокрике» (швед. Vägen till Klockrike, 1948) — безработный мастер сигар Болле, который бродит по Швеции 1800-х годов — олицетворяет взгляды Мартинсона, отмеченные влиянием дальневосточных религий. Роман был экранизированшв. в 1953 году шведским режиссёром Гуннаром Скуглундом (швед. Gunnar Skoglund), а в 1959 году композитор Карл Биргер Блумдаль написал одноимённую оперу, которую затем поставили в Стокгольме.
В середине 1960-х годов произошли определённые изменения в направленности новых художественных произведений. Новое политическое сознание требовало больше критических общественных тем. Не удивительно, что в этом контексте развивается жанр документального романа и репортажа. Пер Улоф Энквист получил признание своим романом «Легионеры» (швед. Legionärerna, 1968) об экстрадиции 167 легионеров СС из Швеции в СССР. Ян Мюрдаль опубликовал «Репортаж из китайской деревни» (швед. Rapport från en kinesisk by). Другие писатели, такие как Сара Лидман пишут в это время об условиях и обстоятельствах жизни людей за пределами Швеции. В начале 1970-х годов актуальными стали темы внутриполитической жизни, в частности вопросы прав женщин. Об этом писали Гун-Брит Сундстрём (швед. Gun-Britt Sundström) в романе «Для Лидии» (швед. För Lydia) и Ингер Альвен (швед. Inger Alfvén) в романе «Дочь дочери» (швед. Dotter till en dotter).
В 1970-е годы произошло возрождение жанра романа-эпопеи и романных циклов. Свен Дельбланк в «Цикле Хедеби» (швед. Hedebysvit) воспел сельскую жизнь в Сёдерманланде, Черстин Экман опубликовала роман «Перстни ведьмы» (швед. Häxringarna), которым был начат цикл о Сёдерманланде конца XIX века, а Сара Лидман представила цикл из пяти романов «Железнодорожный эпос» (швед. Jernbaneepos) о колонизации Вестерботтена в XIX веке. Ёран Тунстрём живописал Вермланд в романах «Дитя священника» (швед. Prästungen) и «Рождественская оратория» (швед. Juloratoriet, рус. пер. 2003).
Одним из ведущих современных драматургов является Ларс Норен, известный своей семейной драмой «Мужество убить» (швед. Modet att döda), созданной в 1980 году. Стиг Хокан Ларссон заявил о себе в 1980-е годы произведениями постмодернистской стилистики, в частности романом «Аутисты» (швед. Autisterna). Одновременно публикуются интересные произведения в традиции эпического повествования, в частности таких авторов, как Терне Линдгрен (Змеиная тропа на скале / Ormens väg på hälleberget и Шмелиный мёд / Hummelhonung), Пер Улоф Энквист (Выступление музыкантов / Musikanternas uttåg и Визит лейб-медика / Livläkarens besök), а также Черстин Экман с её трилогией «Волчья шкура» (швед. Vargskinnet).

## Шведский детектив
Шведский детективный роман до Второй мировой войны находился под сильным влиянием иностранных образцов. Лишь после войны шведские детективы становятся неповторимыми как по месту действия, так и по стилистике и развитию сюжета. Показательной в этом плане была Мария Ланг, воспевавшая жизнь и быт шведской провинции. Несмотря на определённую схематичность, её произведения имеют большую популярность, их экранизируют. С 1949 по 1990 из-под пера писательницы вышло сорок три детектива для взрослых и четыре — для детей. В 1960-е годы очень плодотворным было писательское сотрудничество Пера Валё и Май Шевалль, которые (см. Шёвалль и Валё) стали известны далеко за пределами Швеции своим десятитомным циклом «О преступлении» (швед. om ett brott). Эти романы были не только развлекательным чтивом, но имели и политический подтекст. Под влиянием успеха Валё и Шевалль в Швеции стало появляться все больше детективных романов. Примечательно, что в 1971 году была основана «Шведская академия детектива» (швед. Svenska Deckarakademin). Большой международный успех получили лауреаты премии, учреждённой этой академией, мастера детектива Хеннинг Манкелль и Стиг Ларссон.

## Детская литература
Первые выдающиеся произведения детской литературы в Швеции появились около 1900 года. Самыми заметными детскими писателями этого времени были Эльза Бесков, Анна Мария Рос и Анна Валенберг. В 1945 году публикацией повести «Пеппи Длинныйчулок» заявила о себе едва ли не самая известная писательница современной Швеции Астрид Линдгрен. Ей удалось освободить детскую литературу от лишнего морализаторства и дидактизма, писать увлекательно и в то же время не сторониться важных мировоззренческих вопросов, таких как жизнь и смерть (в «Братьях Львиное Сердце»), мужество и страх (в книге «Мио, мой Мио»), конфликт поколений (в «Рони, дочь разбойника») и т. д. Другими детскими писателями, которые обновили этот жанр литературы, были Мария Грипе, Гуннель Линде, Ингер и Ларс Сандберги (швед. Inger och Lasse Sandberg), Свен Нурдквист (книги про Петсона и его котёнка Финдуса), Мони Бренстрём (швед. Moni Nilsson-Brännström, серия книг Tsatsiki) и др.
Ассоциацией шведских библиотек ежегодно присуждается Медаль Карла фон Линнея за лучшее произведение познавательной тематики, адресованное детям и юношеству.

## Шведские нобелевские лауреаты по литературе
- Сельма Лагерлёф (1909)
- Карл Густав Вернер фон Хейденстам (1916)
- Эрик Аксель Карлфельдт (1931)
- Пер Лагерквист (1951)
- Эйвинд Юнсон (1974)
- Харри Мартинсон (1974)
- Тумас Транстрёмер (2011)